# Paulo César Araújo
Paulo César de Araújo, besser bekannt als Pagão (* 27. Oktober 1934 in Santos; † 4. April 1991 ebenda) war ein brasilianischer Fußballspieler. Er bildete beim FC Santos mit Pelé und Pepe zusammen ein Angriffstrio, das nach ihren Vornamen häufig als PPP oder tres P´s (drei P) bezeichnet wurde.

## Karriere

### Anfänge
Pagão begann in Amateurmannschaften der Stadt zu spielen. Zuerst bei AA Americana, einem Verein, der 1914 von Dissidenten des FC Santos gegründet wurde. 1951 wechselte er mit 16 Jahren zum CA Lanus. Danach ging Pagão zum Jabaquara AC um hier seine Profilaufbahn zu starten. Sein erster Profitrainer wurde Arnaldo de Oliveira, der bei Jabaquara als Papst des Klubs bezeichnet wurde. 1952 bestritt er gegen den Nacional AC aus São Paulo sein erstes Profispiel. Dieses Spiel war eine Qual für Pagão. Das Spiel endete mit dem leichten Triumph von Nacional, auf der Anzeigetafel stand ein Ergebnis von 6:2. Beschämt und unzufrieden mit seinen wenigen Einsätzen dachte Pagão darüber nach, mit dem Fußball aufzuhören und einen anderen Beruf ausüben. Dafür hätte er die 800 Cruzeiro vergessen müssen, die er erhielt, um etwas anderes im Leben auszuprobieren. Er wechselte aber zum AA Portuguesa (SP). Dieser wurde von seinem Onkel Osvaldo Rodrigues (genannt Vadico) geführt, welcher sein Mentor und Manager war.

### Santos
1955 verließ Pagão die Portuguesa Sanista und wechselte zum FC Santos. Seinen Einstand für den Klub gab er in der Staatsmeisterschaft von São Paulo am 20. November 1955 im Heimspiel gegen den Guarani FC. Am Ende der Saison konnte Santos den Titelgewinn in dem Wettbewerb das erste Mal seit 1935 feiern. Mit ihm feiern konnte sein künftig langjähriger Sturmpartner Pepe, welcher auch neben dem Spielfeld einer seiner besten Freunde und Berater vor. Von diesem erhielt er den Spitznamen Velho César (alter Cäsar). Auch die Staatsmeisterschaft von 1956 konnte gewonnen werden. In der 56er Saison war Pagão mit 35 Toren der erfolgreichste Torschütze des Klubs und 1957 war in 49 Spielen 33 Mal erfolgreich. Er konnte mit Santos nicht nur mehrfach die Staatsmeisterschaft gewinnen, sondern wurde auch zwei Mal nationaler Meister, die Copa Libertadores und den Weltpokal.
Im Zuge einer seiner damalig häufigen Werbereisen trat Santos am 20. Oktober 1962 in Hamburg zu einem Freundschaftsspiel gegen den Hamburger SV an. Im mit über 72.000 Zuschauern ausverkauftem Volksparkstadion stand Pagão im Kader des Klubs. Das Santos-Team, das gegen Hamburg auf dem Feld bestand aus: Laércio; Mauro Ramos, Dalmo Gaspar und Zé Carlos; Calvet (Formiga) und Lima; Bé (Pagão), Mengálvio, Coutinho, Pelé und Dorval Rodrigues. Das Spiel endete 3:3. Die Tore für Santos erzielten Pelé (2) und Coutinho. Für den HSV trafen Uwe Reuter (2) und Uwe Seeler. Sein letztes Spiel nach sieben Jahren für Santos fand ebenfalls im Zuge einer Europareise am 15. Juni 1963 in Rom statt. Das Team schlug AS Rom mit 4:3, mit jeweils zwei Toren von Coutinho und Pelé. Nachdem der seinen Platz neben Pelé wegen häufigen Verletzungen an Coutinho verloren hatte, verließ er Santos. Pagão bestritt für den Klub 340 Spiele und erzielte 157 Tore. Damit ist er der neunt erfolgreichste Torschütze für Santos.

### São Paulo
1963 wechselte Pagão von Santos zum Rivalen FC São Paulo. Seinen Onkel Vadico vermittelte den Wechsel, für den eine Ablöse von 15 Millionen Cruzeiro gezahlt wurde. Kurz nach seiner Ankunft bei São Paulo traf er am 15. August 1963 in der Staatsmeisterschaft Zuhause im Estádio do Morumbi auf Santos. Fünf Monate zuvor hatte São Paulo mit 2:6 die bis dahin größte Niederlage jemals gegen Santos. Im Morumbi erwarteten 60.115 Zuschauer eine Revanche. Das Treffen ging als Cai-Cai in die Fußballgeschichte Brasiliens ein. Bereits in der 5. Minute traf Faustino für die Heimmannschaft. In der 21. Konnte Pelé zum 1:1 ausgleichen. Nach einem Doppelpassspiel ausgehend von Pagão traf Bené in der 37. zum 2:1. Nur drei Minuten später stand es 3:1 durch Sabino. Das Tor rief Proteste der Santos-Spieler hervor. Die von Coutinho waren so beleidigend, dass der Schiedsrichter einen Platzverweis gegen ihn aussprach. Dieses verleitete Pelé zu der Beschimpfung des Schiedsrichter mit den Worten: „Er wird nicht vertrieben, du Dieb!“. Woraufhin auch er eine rote Karte sah. Nach der Halbzeit kam Santos nur noch mit acht Spielern aufs Feld zurück. Verteidiger Aparecido war verletzt in der Umkleidekabine geblieben. In der 48. Minute traf Pepe auf São Paulo Verteidiger Bellini, fiel zu Boden und musste das Feld verlassen. Santos war nur noch zu siebt und hatte damit die Mindestanzahl an Spielern erreicht. Kurz danach erzielte Pagão in der 50. Minute das Tor zum 4:1. In der 53. Minute konnte Santos-Athlet Dorval wegen eines Blutergusses nicht mehr weiterspielen und die Partie darauf abgebrochen, weil Santos nicht mehr die vorgeschriebene Anzahl an Spielern auf dem Spielfeld hatte. Die Berichterstatter und Fans sahen die Verletzungen der Santos Spieler als vorgetäuscht, um eine höhere Niederlage zu vermeiden. Das Spiel in die Geschichte ein, als „die beste Mannschaft der Welt mit dem besten Spieler der Welt aller Zeiten, die aus Angst vor einem unerbittlichen Schlag vom Feld floh.“ Schließlich hatte Santos mit Pelé im Jahr zuvor den Weltpokal gewonnen. Dieses blieb er einzige Erfolg von Pagão mit São Paulo, an alte Erfolge wie zu Zeiten bei Santos konnte er mit dem Klub nicht anknüpfen. Hier bestritt er 59 Spiele (29 Siegen, 16 Unentschieden und 14 Niederlagen) dabei erzielte er 14 Tore.
Noch Mitte 1965 versuchte Pagão, zum Santos-Team zurückzukehren, aber ohne ideale körperliche Bedingungen führte er nur ein Training durch und nahm an keinem Spiel für seinen Herzklub teil.

### Nationalmannschaft
Pagão wurde 1957 zur Nationalmannschaft berufen. Er trat mit dem A-Kader in zwei Freundschaftsspielen gegen die portugiesische Fußballnationalmannschaft an. Am 11. Juni im Maracanã und am 16. Juni im Estádio do Pacaembu. Beide Spiele konnten gewonnen werden, mit 2:1 und 3:0. Pagão erzielte kein Tor und wurde in beiden Spielen ausgewechselt. Im ersten gegen Moacir und im zweiten ersetzte ihn Mazzola. Danach kam er zu keinen weiteren Einsätzen.

## Spielweise
Pagão war kein typischer Mittelstürmer, im Gegenteil, er bewegte sich sehr leicht, weil er schnell war und eine große Beweglichkeit auf dem Spielfeld hatte. Sein eigener Stil zeigte sich als Spieler, der versuchte, Räume in der gegnerischen Verteidigung zu öffnen. Er war ein offensiver Mittelfeldspieler mit raffinierter Technik, trockenem Dribbeln und Millimeter genauen Pässen, eine permanente Bedrohung im Bereich der gegnerischen Teams.

## Trivia
- Paulo César de Araújo, Sohn von Benedicto Luiz de Araújo und Perpétua Rodrigues, erhielt seinen Spitznamen Pagão (deutsch Heide) dem Umstand, dass sein Vater ihn in den ersten Lebensjahren nicht taufen ließ.
- Während einer langen Zeit wurden viele Fußballfans von verleumderischen Kommentaren mitgerissen, die besagten, dass die Freundschaft zwischen Pagão und Pelé nicht die beste war und dass die beiden Athleten sowohl auf als auch außerhalb des Spielfelds keine herzliche Beziehung pflegten. Es wurde auch behauptet, dass Pelé boykottierte Pagão, weil er ihn nicht mochte, und er es vorzog, neben Coutinho zu spielen. „Davon gab es nie etwas, die beiden sind Freunde und Profis!“ Bestätigte sein Onkel Vadico.
- Nach seiner aktiven Laufbahn arbeitete er an den Docks im Hafen von Santos für die Companhia Docas de Santos (CDS). Ein brasilianisches Privatunternehmen, das zweiundneunzig Jahre lang (zwischen 1886 und 1980) ein Monopol für den Betrieb des Hafens von Santos innehatte.
- 15 Tage nachdem er ins Krankenhaus Santa Casa de Misericórdia de Santos eingeliefert wurde verstarb Paulo César de Araújo. Als Todesursache wurde Multiorganversagen genannt. Er wurde auf dem Cemitério da Filosofia (Friedhof der Philosophie) in der Nähe des Stadtteils Saboó beigesetzt. Pagão hinterließ seine Ehefrau sowie seine Söhne Paulo César und Luiz Antônio.
- Als Hommage an Pagão benannte die Stadt Santos 2004 ein Sportzentrum im Stadtteil Santa Maria nach ihm, das Centro Esportivo Paulo César Araújo (Pagão).[8]

## Erfolge
Santos
- Staatsmeisterschaft von São Paulo: 1955, 1956, 1958, 1960, 1961, 1962
- Torneio Rio-São Paulo: 1959, 1963
- Campeonato Brasileiro de Futebol – Vizemeister: 1959
- Campeonato Brasileiro de Futebol – Meister: 1961, 1962
- Copa Libertadores: 1962
- Weltpokal: 1962

## Auszeichnungen
Santos
- 1956 bester Torschütze mit 34 Toren (wettbewerbsübergreifend)
- Bester Torschütze mit 10 Toren im Torneio Rio-São Paulo

## Zitate
- „Mit Ausnahme von Pelé war für mich der größte Fußballer natürlich Pagão. Seine Klasse, Leichtigkeit und Anmut hatte nicht einmal Pelé.“ (Walter Dias, Journalist in Santos).
- „Der leichteste und unterschätzteste Spieler, den ich je gesehen habe. Er war Pelés bester Begleiter.“ (Melão, Mitspieler bei Jabaquara).
- „Seine Schritte haben Pelé zu Beginn seiner Karriere sehr geholfen. Er war hervorragend.“ (Dorval).
- "Es war der beste Stürmer, mit dem ich spielen durfte." (Tite).
- „Wie alle anderen hatte er ein sehr starkes Genie. Er war nett, aber sehr ehrlich und korrekt.“ (Lalá).
- „Er war der größte Stürmer von allen. Pelé war ein Ass und Athlet. Pagão war nur der Ball“ (Julião, Ex-Verteidiger und Pagãos Begleiter bei Lanus und Jabaquara).
- „Guter Profi. Es gab keine Probleme, den Vertrag zu verlängern. Technisch war er perfekt.“(Augusto da Silva Saraiva, Santos Fußballdirektor).
- „Er war sehr zielgerichtet.“ (Dr. Daló Salerno, Mannschaftsarzt).
- „Er war ein Top Ten Spieler. Er hatte einen sehr hohen IQ. Nicht ein Spieler, der diese Leichtigkeit mit dem Ball hatte.“ (Mengálvio).
- „Ich hielt ihn für ein Ballgenie. Aber in den letzten Jahren seines Lebens war er vom Fußball nicht motiviert.“ (Pepe).
- „Seine Pässe berechnete er sehr schnell. Nach Friedenreich war er der größte Stürmer Brasiliens.“ (Athié Jorge Coury, Ex-Präsident von Santos).
- Coutinho hielt Pagão für den besten Stürmer, den er spielen sah.